# Hiếu Minh Ông chúa
Hiếu Minh Công chúa (chữ Hán: 孝明公主; tiếng Hàn Quốc: 효명공주; phiên âm: Hyomyeong Gongju; 1637 - 1700) là Công chúa, nhà Triều Tiên. Vương nữ duy nhất của Triều Tiên Nhân Tổ, mẹ là Quý phi Triệu thị, vị Vương phi nổi tiếng tàn ác và đầy tham vọng như Lã hậu và Võ Tắc Thiên. Hạ giá lấy Kim Thế Long, người ở An Đông (安東), cháu trai của Kim Tự Điểm, một văn thần nổi tiếng. Về sau, mẹ bà là Quý phi Triệu thị bị phế bỏ, trở thành Quý nhân, tước vị Công chúa của bà cũng theo đó bị phế bỏ, giáng làm Ông chúa,nên khi nhắc đến bà, sử sách thường chỉ ghi là Hiếu Minh Ông chúa.

## Cuộc sống
Là con gái duy nhất của Triều Tiên Nhân Tổ và cũng được ông yêu thương nhất. Mẹ là Quý phi Triệu thị, kế thất của Nhân Tổ.
Năm 1647, được sắc phong Hiếu Minh Công chúa (孝明公主) ở tuổi 11. Cùng năm, Nhân Tổ tuyển chọn phu quân cho bà, Triệu Quý phi sắp xếp cho bà lấy Kim Thế Long (金世龍), cháu trai của Kim Tự Điểm (金自點), người sau này hợp lực cùng Triệu Quý phi làm chính biến đưa Sùng Thiện Đại quân em bà lên ngôi nhưng thất bại. Tuy nhiên, sau đám cưới bà vẫn ở lại trong cung cho đến khi 13 tuổi mới về ở tại phủ đệ riêng.
Vì là Đích nữ và là Vương nữ duy nhất, cho nên Hiếu Minh Công chúa được phụ mẫu yêu chiều và thương yêu hết mực, bà trở nên kiêu ngạo tự đắc, tự cho mình là trung tâm, tính cách rất giống Phế phi mẹ của bà, khiến cho mọi người đều không mấy thiện cảm với Công chúa.
Sau cái chết của Triều Tiên Nhân Tổ, mẹ bà Triệu Quý phi bị buộc tội nguyền rủa Vương phi Triệu thị và Phụng Lâm Đại quân (sau là Triều Tiên Hiếu Tông) còn Hiếu Minh Công chúa thừa nhận mình đã chôn những thứ xui xẻo bên dưới phủ của Lân Bình Đại quân. Dù có rất nhiều tấu sớ dâng lên yêu cầu chất vấn cả bà và chồng bà Kim Thế Long, nhưng chỉ có Thế Long bị tra khảo rồi bức tử giống như tổ phụ Kim Tự Điểm, người đồng lõa với Quý phi âm mưu lật đổ Phụng Lâm Đại quân  đưa Sùng Thiện quân lên ngôi. Sau đó bà bị tước phong hiệu Ông chúa (翁主) và chỉ được đề cập đến như 'Vợ của Kim Thế Long' và bị lưu đày đến Thông Xuyên, sau đổi đến Lợi Xuyên. Năm 1655, bà được Hiếu Tông ban dụ đổi nơi ở một lần nữa để bà có thể sống chung với em trai là Sùng Thiện quân và Lạc Tiêu quân. Ba năm sau, bà thoát khỏi sự buộc tội nhưng vẫn bị giám sát chặt chẽ bởi triều đình cho đến khi bà qua đời ở tuổi 64 năm 1700.

## Gia quyến
Vương gia Toàn Châu Lý thị (全州 李氏)
- Nội Tổ phụ: Triều Tiên Nguyên Tông (Truy tôn; 1580 - 1619)
- Nội Tổ mẫu: Nhân Hiến Vương hậu Lăng Thành Cù thị (綾城 綾氏, truy tôn; 1578 - 1626)
  - Phụ vương: Triều Tiên Nhân Tổ
- Ngoại Tổ phụ: Khánh Thượng Hữu Đạo (慶尙右道) Binh Mã Tiết độ sứ (兵馬節度使) Triệu Kỳ (趙琦; 1574 - ?)
- Ngoại Tổ mẫu: Hán Ngọc (漢玉; ? - 1652)
  - Thân mẫu: Phế Quý nhân Thuần Xương Triệu thị (淳昌 趙氏, ? - 1652)
    - Vương đệ:  Sùng Thiện quân Lý Trừng (李澂; 1639 - 1690)
    - Vương đệ: Lạc Thiện quân Lý Tiêu (李潚; 1641 - 1695)

An Đông Kim thị (安東 金氏)
- Chương Tổ phụ: Nghị Chính phủ (議政府) Lãnh Nghị chính(領議政) Lạc Hưng Phủ viện quân (洛興府院君) Kim Tự Điểm (金自點; 1588 - 1651)
- Chương Tổ mẫu: Không rõ tên
  - Chương phụ: Cốc Thành Huyện giam (谷城縣監, 1620[4] - 1651)
  - Chương mẫu: Không rõ tên
    - Phò mã: Lạc Thành vệ (洛城尉) Kim Thế Long (金世龍, ? - 1651)

## Trong văn hóa đại chúng
- Được diễn bởi Lee Chae-mi và Lee Yeong-eun trong Cruel Palace: War of Flowers (Cuộc chiến nội cung) JTBC 2013.